# Temnoplectron aeneopiceum
Temnoplectron aeneopiceum är en skalbaggsart som beskrevs av Matthews 1974. Temnoplectron aeneopiceum ingår i släktet Temnoplectron och familjen bladhorningar. Inga underarter finns listade i Catalogue of Life.